# Jorge Martínez
Jorge Martínez Salvadores, přezdívaný Aspar (* 29. srpna 1962 Alzira) je bývalý španělský motocyklový závodník. Je čtyřnásobným mistrem světa v závodech silničních motocyklů. Tři tituly získal v kubatuře 80 kubických centimetrů (v sezónách 1986, 1987 a 1988) a jeden ve 125 cc (1988). V sezóně 1988 tak vyhrál dvě kubatury najednou. Všechny tituly mistra světa získal na motocyklu Derbi. V roce 1987 byl vyhlášen španělským mužským sportovcem roku (v anketě vyhlašované Nejvyšší sportovní radou - Consejo Superior de Deportes). Celkem v seriálu Grand Prix odjel 196 závodů, z toho 37 vyhrál a 61× stál na stupních vítězů. V roce 1992 založil vlastní závodní tým Aspar Team.